# Leucotrachea leucomelanica
Leucotrachea leucomelanica är en fjärilsart som beskrevs av Antonius Johannes Theodorus Janse 1940. Leucotrachea leucomelanica ingår i släktet Leucotrachea och familjen nattflyn. Inga underarter finns listade i Catalogue of Life.